# Барон Грей из Ратина

Герб Греев из Ратина

Барон Грей из Ратина (англ. Baron Grey of Ruthyn) — аристократический титул в системе Пэрства Англии, созданный 30 декабря 1324 года для Роджера Грея (ок. 1298—1353), сына Джона Грея, 2-го барона Грея из Уилтона (ум. 1323). Резиденцией баронов Грей был замок Ратин в Уэльсе.
С 1963 года титул барона Грей из Ратина является бездействующим.

## Бароны Греи из Ратина (1324)

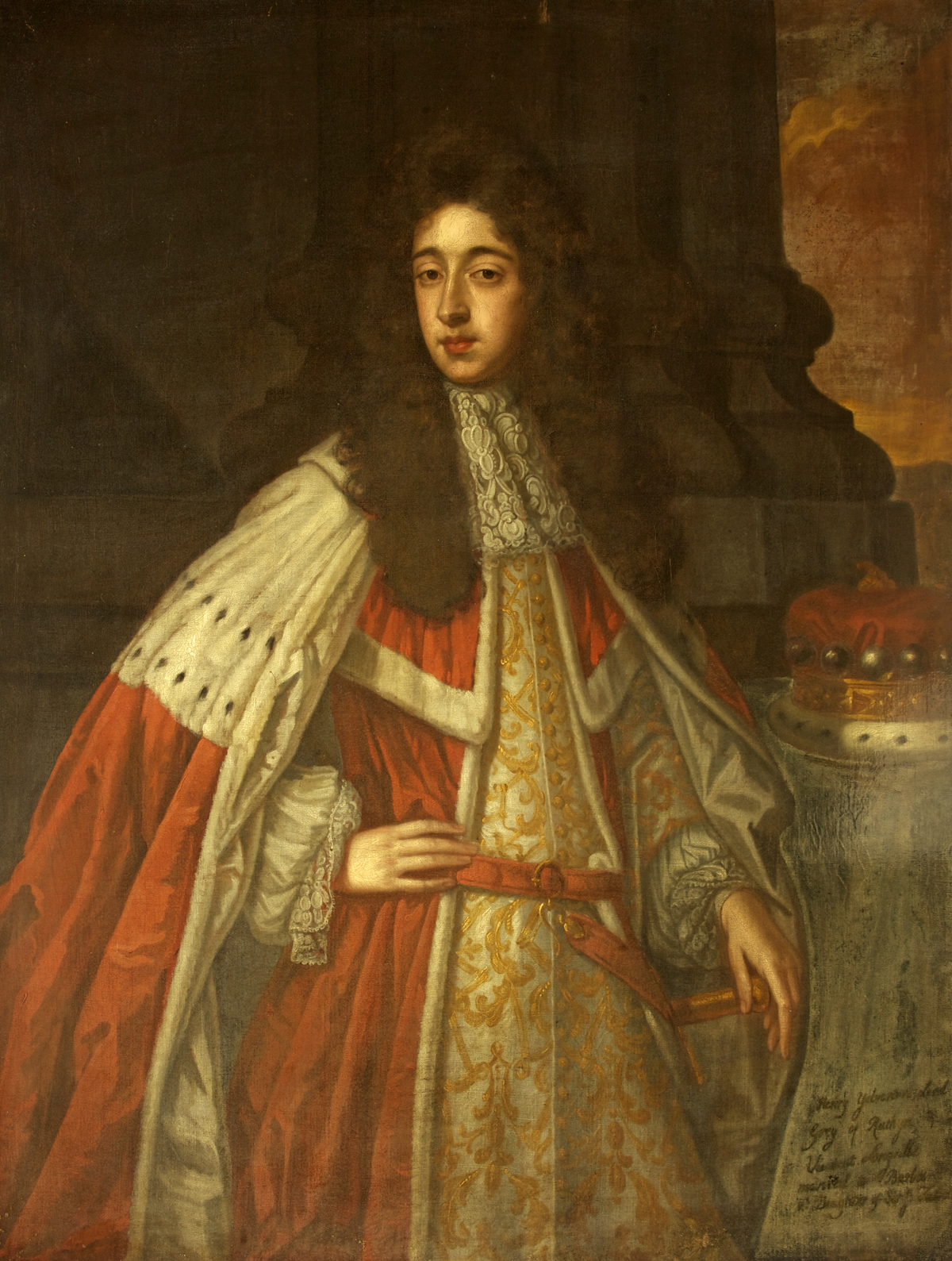
Генри Йелверстон, 15-й барон Грей из Ратлина, 1-й виконт Лонгвиль, 1680-е годы

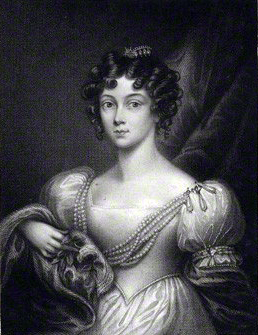
Барбара Раудон-Гастингс, 20-я баронесса Грей из Ратлина (1810—1858), в 1828 году

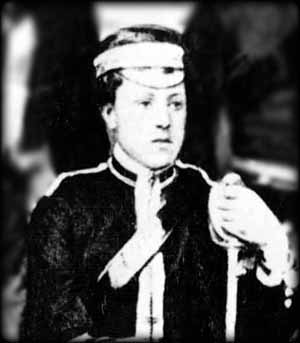
Генри Чарльз Вейсфорд Плантагенет Раудон-Гастингс, 21-й барон Грей из Ратина, 4 маркиз Гастингс (1842—1868)

- 1324—1353: Роджер Грей, 1-й барон Грей из Ратина (ок. 1298 — 6 марта 1353), сын Джона Грея, 2-го барона Грея из Уилтона (ум. 1323)
- 1353—1388: Реджинальд Грей, 2-й барон Грей из Ратина (1319 — 4 августа 1388), сын предыдущего
- 1388—1440: Реджинальд Грей, 3-й барон Грей из Ратина (1362 — 30 сентября 1440), старший сын предыдущего
- 1440—1490: Эдмунд Грей, 4-й барон Грей из Ратина, 1-й граф Кент (26 октября 1416 — 22 мая 1490), старший сын сэра Джона Грея (ок. 1387—1439) и внук предыдущего
- 1490—1503: Джордж Грей, 5-й барон Грей из Ратина, 2-й граф Кент (1454 — 25 декабря 1505), второй (младший) сын предыдущего
- 1505—1523: Ричард Грей, 6-й барон Грей из Ратина, 3-й граф Кент (1481 — 3 мая 1523), единственный сын предыдущего от первого брака
- 1523—1562: Генри Грей, 7-й барон Грей из Ратина, 4-й граф Кент (ок. 1495 — 24 сентября 1562), старший сын 5-го барона от второго брака, сводный брат предыдущего
- 1562—1573: Реджинальд Грей, 8-й барон Грей из Ратина, 5-й граф Кент (ок. 1540 — 17 марта 1573), старший сын Генри Грея (1520—1545), внук предыдущего
- 1573—1615: Генри Грей, 9-й барон Грей из Ратина, 6-й граф Кент (1541 — 31 января 1615), младший брат предыдущего
- 1615—1623: Чарльз Грей, 10-й барон Грей из Ратина, 7 граф Кент (1545 — 26 сентября 1623), младший брат предыдущего
- 1623—1639: Генри Грей, 11-й Барон Грей из Ратина, 8-й граф Кент (1583 — 21 ноября 1639), единственный сын предыдущего
- 1639—1643: Чарльз Лонгвиль, 12-й барон Грей из Ратина (21 апреля 1612 — 9 ноября 1643), сын сэра Майкла Лонгвиля и леди Сьюзан Грей, дочери Чарльза Грея, 7-го графа Кента
- 1643—1676: Сьюзан Лонгвиль, 13-я баронесса Грей из Ратина (1634 — 28 января 1676), единственная дочь предыдущего, жена сэра Генри Йелверстона, 2-го баронета
- 1676—1679: Чарльз Йелвертон, 14-й барон Грей из Ратина (21 августа 1657 — 17 мая 1679), старший сын сэра Генри Йелверстона, 2-го баронета (1633—1670)
- 1679—1704: Генри Йелвертон, 15-й барон Грей из Ратина, 1-й виконт Лонгвиль (ок. 1664 — 24 марта 1704), младший брат предыдущего, виконт Лонгвиль с 1690 года
- 1704—1731: Талбот Йелвертон, 16-й барон Грей из Ратина, 1-й граф Сассекс (2 мая 1690 — 27 октября 1731), сын предыдущего
- 1731—1758: Джордж Августа Йелвертон, 17-й барон Грей из Ратина, 2-й граф Сассекс (27 июля 1727 — 8 января 1758), старший сын предыдущего
- 1758—1799: Генри Йелвертон, 18-й барон Грей из Ратина, 3-й граф Сассекс (7 июля 1728 — 22 апреля 1799), младший брат предыдущего
- 1799—1810: Генри Эдвард Йелвертон, 19-й барон Грей из Ратина (8 сентября 1780 — 29 октября 1810), внук предыдущего, единственный сын леди Барбары Йелвертон (1760—1781) и полковника Эдварда Торонтона Гулда (ум. 1830)
- 1810—1858: Барбара Йелвертон, 20-я баронесса Грей из Ратина (20 мая 1810 — 19 ноября 1858), единственная дочь предыдущего, 1-й муж с 1831 года Джордж Огастес Фрэнсис Роудон-Гастингс, 2-й маркиз Гастингс (1808—1844), 2-й муж с 1845 года адмирал сэр Гастингс Реджинальд Йелвертон (1808—1878)
- 1858—1868: Генри Чарльз Вейсфорд Плантагенет Раудон-Гастингс, 21-й барон Грей из Ратина, 4 маркиз Гастингс (22 июля 1842 — 10 ноября 1868), второй сын предыдущей от первого брака
- 1885—1887: Берта Лелгард Клифтон, 22-я баронесса Грей из Ратина (30 декабря 1835 — 15 апреля 1887), старшая сестра предыдущего
- 1887—1912: Раудон Джордж Грей Клифтон, 23-й барон Грей из Ратина (14 ноября 1858 — 31 августа 1912), старший сын предыдущего
- 1912—1934: Сесил Талбот Клифтон, 24-й барон Грей из Ратина (9 января 1862 — 21 мая 1934), младший брат предыдущего
- 1940—1953: Джон Ланселот Вайкхем Батлер-Раудон, 25-й барон Грей из Ратина (25 октября 1883 — 25 октября 1963), единственный сын Ланселота Джорджа Батлера-Боудена (ум. 1909) и достопочтенной Эллы Сисили Мэри Клифтон (1856—1912), племянник предыдущего.

## Соискатели титула
- Саймон Эбни-Гастингс, 15 граф Лаудоун (род. 29 октября 1974), старший сын Эдварда Майкла Эбни-Гастингса, 14-го графа Лаудона (1942—2012)
- Норман Ангус Макларен (род. 6 мая 1948), старший сын Дэвида Макларена и леди Эдит Макларен (1925—2006) и внук Эдит Эбни-Гастингс, 12-й графини Лаудоун (1883—1960)
- Родри Колвин Филиппс, 4-й виконт Сент-Дэвидс (род. 16 сентября 1966), старший сын Колвина Джестина Джона Филиппса, 3-го виконта Сент-Дэвидса (1939—2009).